# Tcpdump
tcpdump je v informatice název paketového analyzéru, který pracuje v příkazové řádce. Používá se na analýzu komunikace v počítačových sítích s různými protokoly, zejména však TCP/IP, k níž je počítač připojen. Je distribuován pod BSD licencí, takže se jedná o svobodný software.
Program tcpdump pracuje na většině unixových operačních systémů (Linux, Solaris, BSD, Mac OS X, HP-UX, AIX a další). V těchto systémech používá k zachytávání paketů knihovnu libpcap. Verze pro Microsoft Windows se jmenuje WinDump a používá knihovnu WinPcap, která je portem libpcap pro Windows.

## Historie
Byl původně napsán v roce 1987 Van Jacobsonem, Craigem Leres a Stevenem McCannem, kteří tehdy pracovali v Lawrence Berkeley Laboratory Network Research Group.

## Běžné použití
Program tcpdump je používán pro analýzu chování sítí, jejich výkonu a aplikací, které generují nebo přijímají síťové pakety. Může také být použit pro analýzu síťové infrastruktury, například zda je dobře nastaveno směrování, a tak umožňuje uživateli izolovat problémy.
Také je možné použít tcpdump pro specifičtější účely zachytávání a zobrazování komunikace jiného uživatele nebo počítače. Uživatel s právy správce může na routeru sledovat komunikaci nezašifrovaných služeb, jako je telnet nebo HTTP, ze kterých lze zobrazit uživatelské údaje, jako je uživatelské jméno nebo heslo, URL adresu, obsah webové stránky, která je právě zobrazována nebo jiné informace.
Uživatel může použít filtry založené na BPF (Barkeley Packet Filter) k limitování počtu paketů viditelných programem tcpdump, což umožňuje získat použitelný výstup i v sítích s větším datovým tokem.

## Požadovaná privilegia
V některých unixových systémech musí mít uživatel oprávnění správce k tomu, aby mohl programem tcpdump zachytávat pakety. Je-li program spuštěn správce, může být pomocí přepínače -Z určen méně privilegovaný uživatel, jehož oprávnění se použijí poté, co je nastaveno zachytávání paketů, což přispívá k bezpečnosti analýzy zachycených datagramů. V některých unixových systémech může být správcem systému nastaveno, kteří uživatelé mohou pakety zachytávat, a proto v nich pak mohou program tcpdump používat i běžní uživatelé.